# Сааведра, Диего
Дие́го Сааве́дра (исп. Diego de Saavedra y Fajardo; 6 мая 1584, Альхесарес — 24 августа 1648, Мадрид) — испанский писатель и государственный деятель, доктор права. Служил посланником при многих европейских дворах, присутствовал (1636) на сейме в Регенсбурге при избрании Фердинанда III. Был отправлен Филиппом IV на конгресс в Мюнстер, умер членом Совета Индий.

## Наследие
В его честь названа испанская средняя школа в одном из районов города Мурсии. В Алжезаресе, его родном городе, есть школа с его именем. Кроме того, главная улица города также названа в его честь.
Также, его имя носит одна из улиц Мадрида (почтовый индекс - 28011).

## Произведения

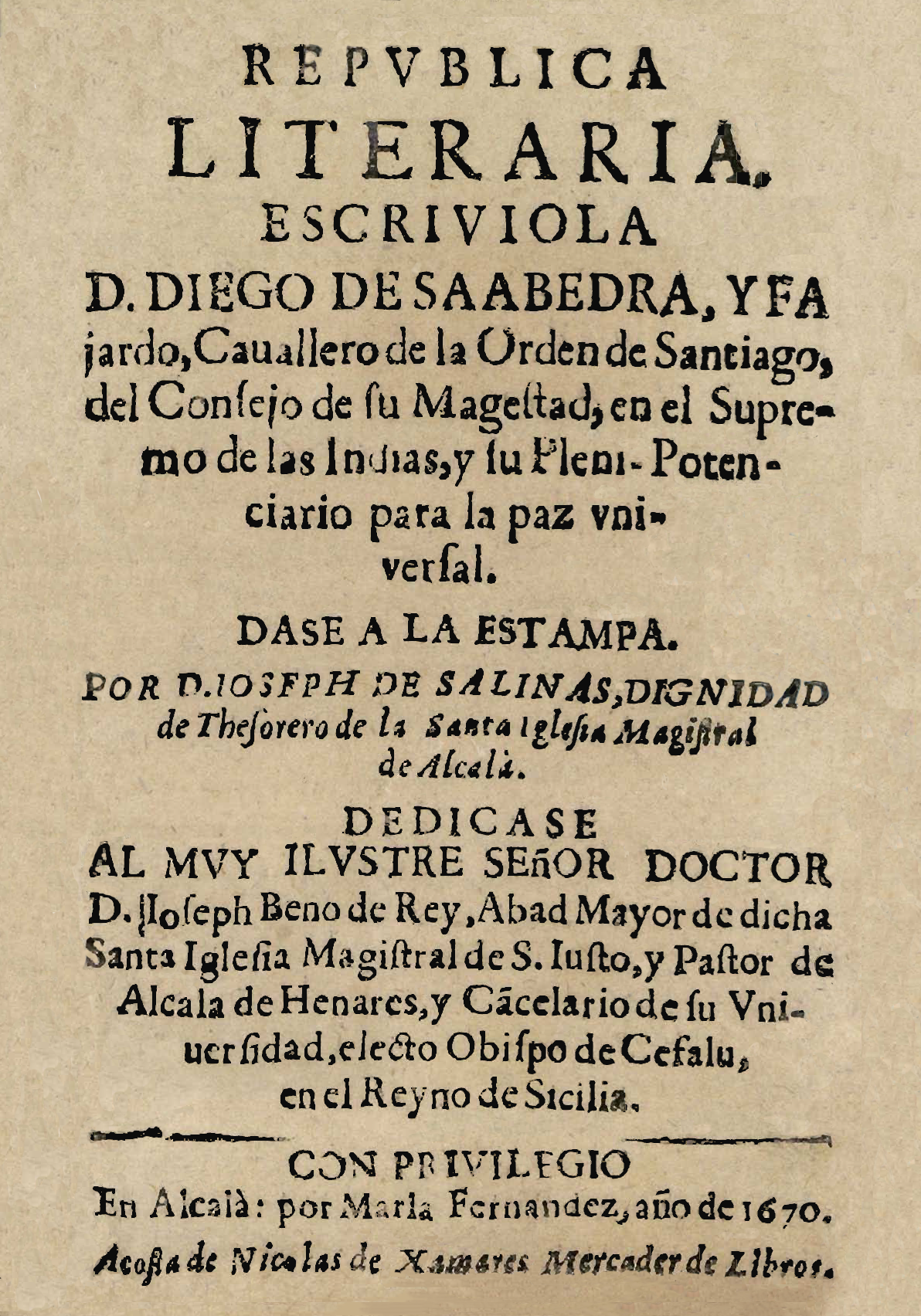
República literaria (Alcalá de Henares, 1670).

- «Empresas políticas, ó idea de un príncipe político-cristiano, representada en cien empresas» (Монако, 1640)
- «Locuras de Europa, diálogo póstumo entre Mercurio y Luciano»
- «Corona gótica, castellana y austriaca, políticamente ilustrada» (Мюнстер, 1646)
- «Obras políticas y históricas» (Мадрид, 1789—90)

Полное собрание его сочинений появилось в Антверпене в 1688 г.